# Кінетична типографія

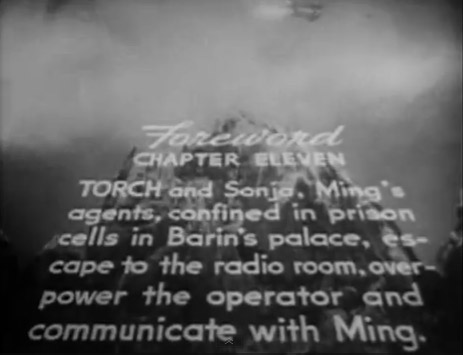
Кадр на початку 11-ої серії серіалу «Флеш Ґордон завойовує Всесвіт» (1940).

Кінетична типографія (англ. kinetic typography, технічна назва анімованого тексту) — анімаційна техніка для поєднання руху та тексту для вираження ідей та викликання емоцій. Цю техніку часто використовують у заголовках і титрах фільмів, як анімацію для вебсайтів та в інших розважальних засобах масової інформації.
Для кінематичної типографії часто використовують стандартні програми анімації, зокрема Adobe Flash, Adobe After Effects та Apple Motion.